# José Javier Hombrados
José Javier Hombrados Ibáñez (ur. 7 kwietnia 1972 roku w Madrycie) – hiszpański piłkarz ręczny, reprezentant kraju. Obecnie występuje w Bundesliga, w drużynie HSG Wetzlar. Gra na pozycji bramkarza.

## Sukcesy

### Mistrzostwa Hiszpanii
- (2004, 2007, 2008, 2009, 2010)
- (2011, 2012)

### Puchar Króla
- (2003, 2012)

### Superpuchar Hiszpanii
- (2005, 2008, 2010)

### Liga Mistrzów
- (2006, 2008, 2009)
- (2005, 2012)
- (2010)

### Klubowe Mistrzostwa Świata
- (2009, 2010, 2012)

### reprezentacyjne

#### Mistrzostwa Europy
- (1996, 2006)

#### Mistrzostwa Świata
- (2005)
- (2011)

#### Igrzyska Olimpijskie
- (1996, 2008)

## Nagrody indywidualne
- Liga ASOBAL:
  - najlepszy bramkarz sezonu 2003/04 oraz 2004/05